# Guinea en los Juegos Paralímpicos de París 2024
Guinea estuvo representada en los Juegos Paralímpicos de París 2024 por dos deportistas, un hombre y una mujer. El equipo paralímpico guineano no obtuvo ninguna medalla en estos Juegos.